# Fliegende Untertasse

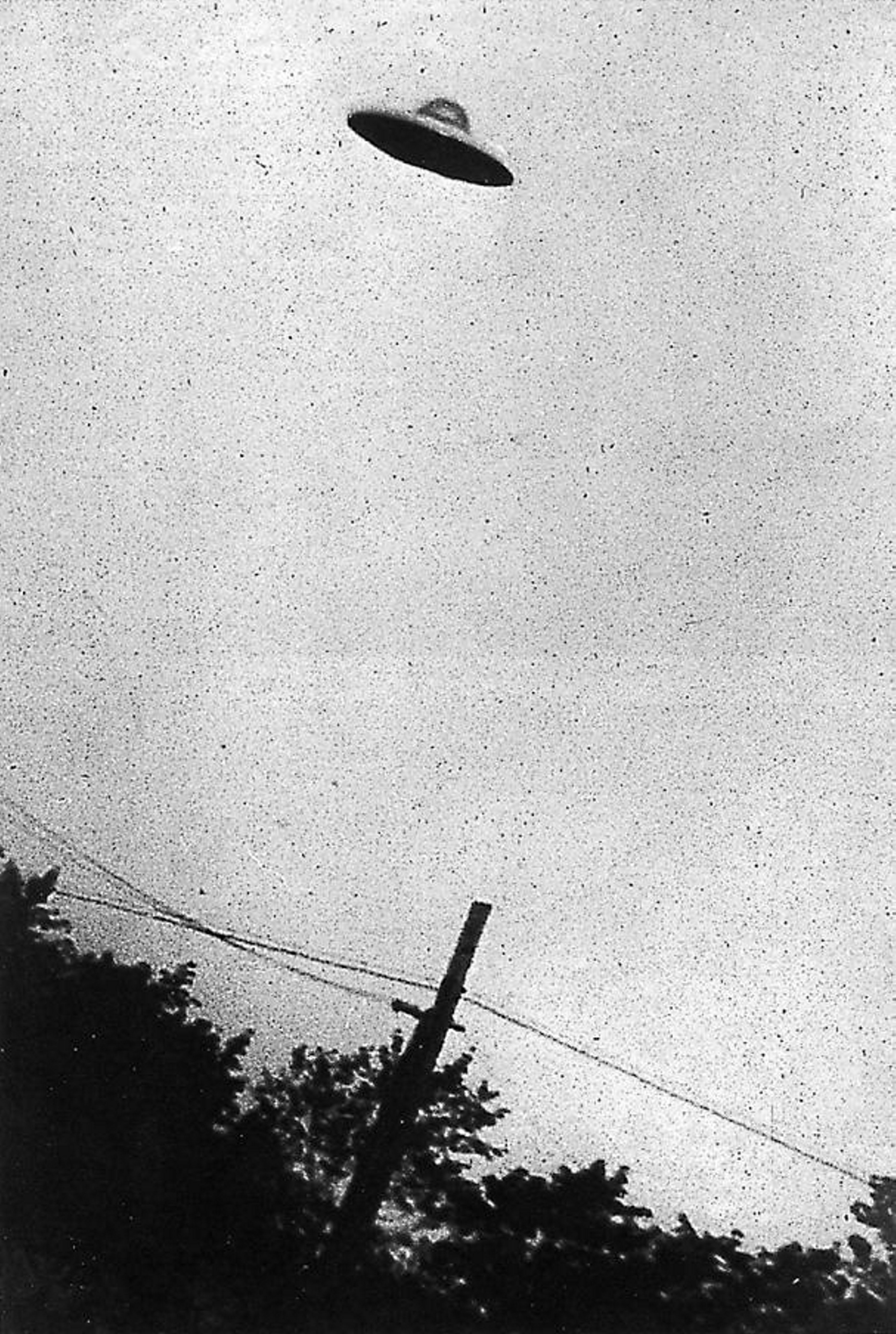
Bild einer fliegenden Untertasse in den USA (1952)

Als fliegende Untertasse (englisch flying saucer) werden vermeintliche diskus- oder untertassenförmige Flugobjekte unbekannter Herkunft bezeichnet. Meist werden sie als silbrig oder metallisch beschrieben, oft mit farbigen Lichtern oder umgeben von einem Lichthof. Die fliegenden Untertassen sind eine der bekanntesten Arten hypothetischer Raumschiffe, der sogenannten UFOs (Unbekannte Flugobjekte). Ihnen wird die Fähigkeit zugesprochen, schweben zu können, abrupt zu beschleunigen und abzubremsen, sehr hohe Geschwindigkeiten zu erreichen und konventionellen Luftfahrzeugen allgemein überlegen zu sein.
Die meisten Berichte und Fotos von fliegenden Untertassen haben sich als Irrtümer oder Fälschungen erwiesen. Einen Beweis für die Existenz fliegender Untertassen im Sinne von Flugmaschinen außerirdischen Ursprungs gibt es nicht.
In der Science-Fiction-Literatur und in Science-Fiction-Filmen speziell aus der Mitte des 20. Jahrhunderts ist die Darstellung fliegender Untertassen beliebt. Ähnliche Formen tauchen in Science-Fiction-Illustrationen bereits seit den 1920er Jahren auf, bevor die Form allgemeinverbreitet mit angeblichen Sichtungen assoziiert war.

## Begriffsherkunft

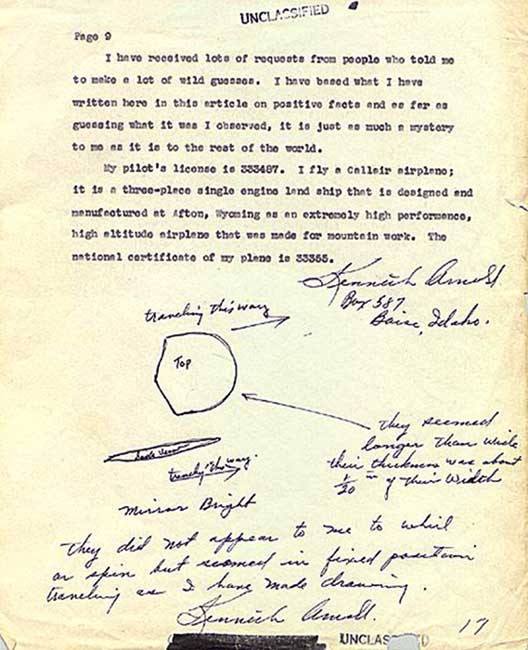
Kenneth Arnolds Bericht über seine UFO-Sichtung

Der Ursprung des Begriffs „fliegende Untertasse“ waren Pressemeldungen nach einer Sichtung von mehreren fliegenden Objekten unbekannter Herkunft in der Nähe des Mount Rainier (USA) am 24. Juni 1947. Der Zeuge Kenneth Arnold, ein US-amerikanischer Geschäftsmann und Hobby-Pilot, wird in den ersten Zeitungsmeldungen mit einer Beschreibung der Objekte als saucer-like aircraft oder shaped like saucers zitiert. Von den insgesamt neun Objekten beschrieb Arnold acht Objekte als flach und rund sowie ein Objekt als eher sichelförmig. Der Ausdruck Fliegende Untertasse (flying saucer) wurde so zu einem feststehenden Begriff für ähnliche Sichtungen.
In einem Radio-Interview von 1950 bestreitet Arnold jedoch, den Begriff saucer für eine Beschreibung des Aussehens der Objekte verwendet zu haben. Er habe die Objekte stets als disc beschrieben. Der Begriff flying saucer sei ein Missverständnis gewesen:

“… when I described how they flew, I said that they flew like they take a saucer and throw it across the water. Most of the newspapers misunderstood and misquoted that too. They said that I said that they were saucer-like; I said that they flew in a saucer-like fashion.”

„… als ich beschrieb, wie sie flogen, sagte ich, dass sie fliegen, wie wenn Sie eine Untertasse nehmen und sie über das Wasser springen lassen. Die meisten Zeitungen missverstanden dies und zitierten mich falsch. Sie schrieben, dass ich gesagt habe, sie seien untertassenartig; ich sagte, sie flögen untertassenartig.“

## Sprachgebrauch und Symbolik

Typische symbolhafte Darstellung

Unidentifizierte Flug-Objekte (UFOs) werden relativ häufig (laut einer Untersuchung von 1999 in ca. 30 % der Fälle) ähnlich einer Fliegenden Untertasse beschrieben. Davon ausgehend ist letzterer Begriff zunächst als Synonym für UFO in die deutsche Umgangssprache eingegangen, bezeichnet heute jedoch in der Regel den Stereotyp von UFOs als Raumfahrzeuge außerirdischer Zivilisationen.
Vor diesem Hintergrund bilden in Karikaturen Außerirdische (häufig als kleine grüne Männchen dargestellt) vor einer gelandeten Fliegenden Untertasse ein unmittelbar verständliches Ikon, das eine naive oder unvoreingenommene Außenansicht des karikierten kulturellen Aspekts assoziiert.
Schriftzeichen und Emoji
Mit der im Juni 2017 veröffentlichten Unicode-Version 10.0 wurde das Schriftzeichen U+1F6F8 flying saucer im Block Verkehrs- und Kartensymbole aufgenommen und gleichzeitig als Emoji zur Verfügung gestellt.